# イドラ

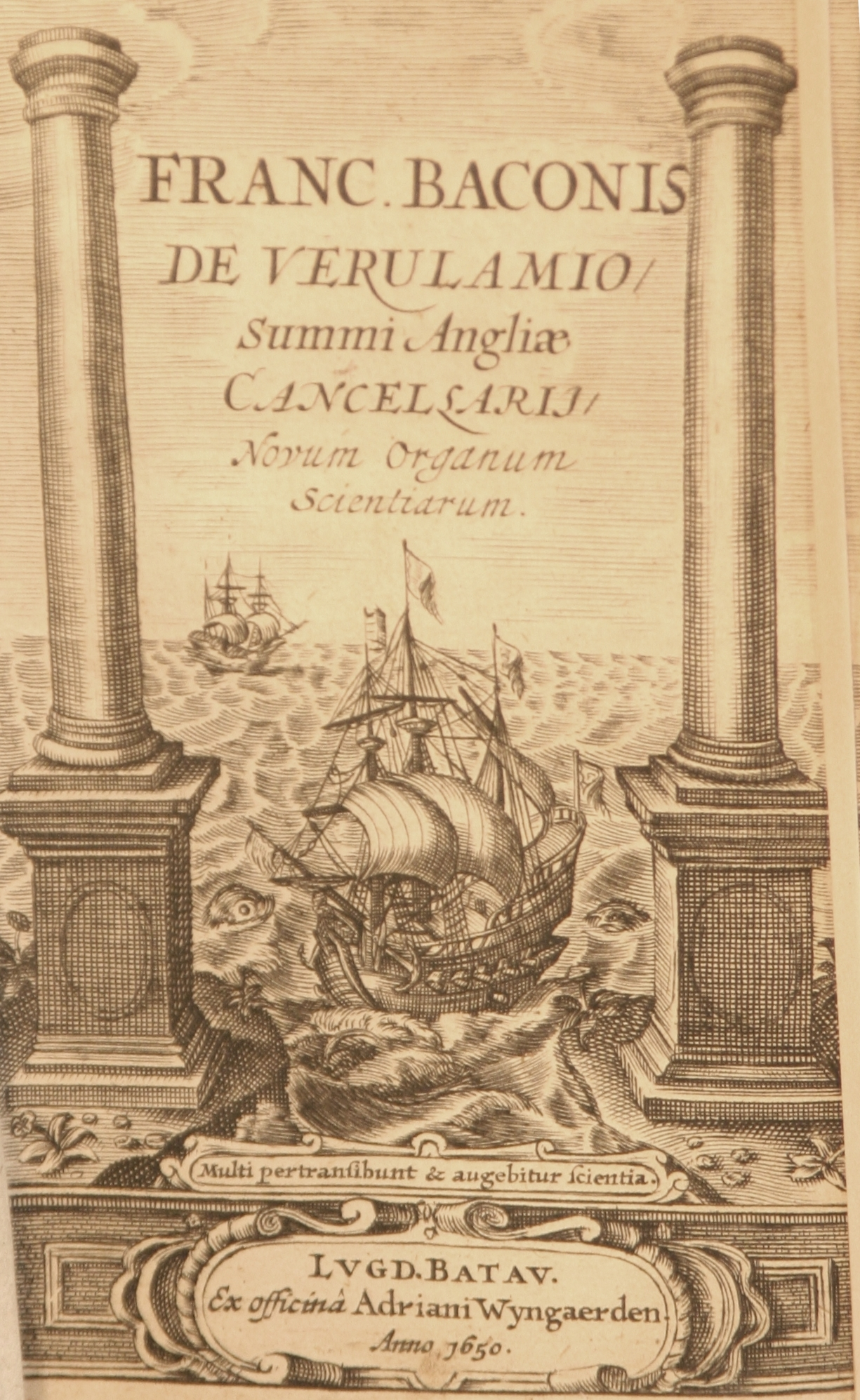
1620年に主要な部分が書かれた『ノヴム・オルガヌム』の表紙

イドラ（羅: idola、ラテン語イドルム idolum の複数形）とは、人間の先入的謬見（偏見、先入観、誤りなど）を帰納法を用いて説いたもの。16世紀から17世紀にかけてのイギリスの哲学者、フランシス・ベーコン（1561年-1626年）によって指摘されたもので、「偶像」「幻影」などと訳される。ラテン語で偶像を意味し、英語の「アイドル」の語源でもある。

## 概要

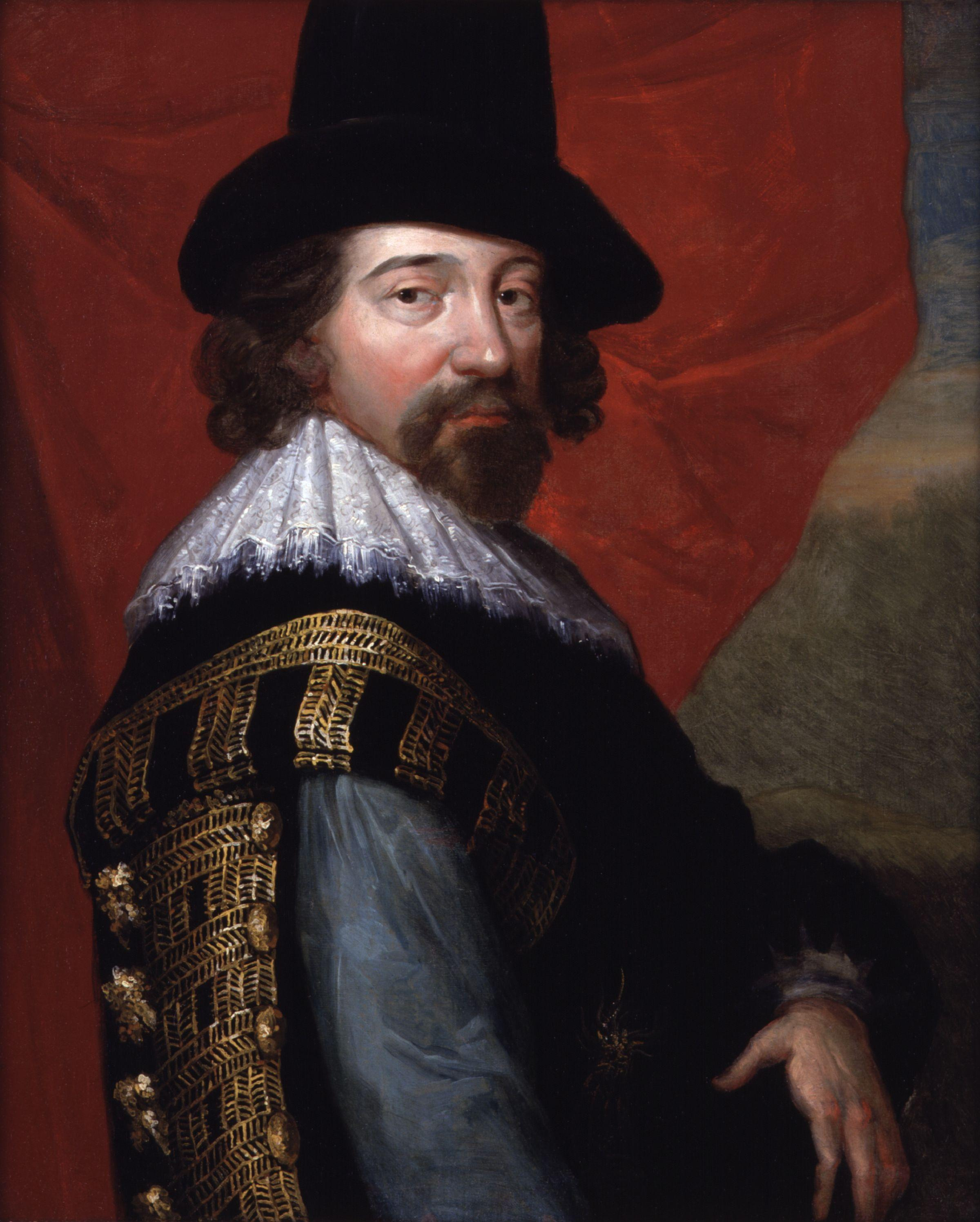
「4つのイドラ」の排除を説いた哲学者フランシス・ベーコン

イギリス経験論哲学の祖として知られ、政治家でもあったフランシス・ベーコンは、「知識は力なり」のことばによって、自然の探求によって自然を克服し、人類に福祉をもたらすことを提案した。そして、その探求方法としては、法則から事実を予見するアリストテレス（『オルガノン』）的な演繹法に対し、個々の実験や観察の結果得られた知見を整理・総合することで法則性を見出す帰納法を提唱した。ベーコンによれば、一般論から個々の結論を引き出すアリストテレスの論理学はかえって飛躍をまねきやすいのであり、知識とはむしろ、つねに経験からスタートし、慎重で段階的な論理的過程をたどることによって得られるものであった。
以上のように、観察と実験の重要性を説いたベーコンであったが、その一方で実験・観察には誤解や先入観、あるいは偏見がつきまとうことも否定できないことを指摘した。このような、人間が錯誤に陥りやすい要因を分析し、あらかじめ錯誤をおかさないように理論を確立した。これがイドラ論である。ベーコンは、『大刷新』第2巻として著述した主著『ノヴム・オルガヌム』（新オルガノン、「新機関」'新しい道具'）のなかで、以下の4つのイドラがあると説いた。
種族のイドラ（Idols of the Tribe、自然性質によるイドラ）
ベーコンが「その根拠を人間性そのものに、人間という種族または類そのものにもっている」イドラとしたもので、人間の感覚における錯覚や人間の本性にもとづく偏見のことであり、人類一般に共通してある誤りである。例としては、水平線・地平線上の太陽は大きく見えることや暗い場所では別のものに見誤ることなどがあげられる。
洞窟のイドラ（Idols of the Cave、個人経験によるイドラ）
ベーコンが「各人に固有の特殊な本性によることもあり、自分のうけた教育と他人との交わりによることもある」イドラとしたもので、狭い洞窟の中から世界を見ているかのような、各個人がもつ誤りのことである。それぞれの個人の性癖、習慣、教育や狭い経験などによってものの見方がゆがめられることを指し、「井の中の蛙」はその典型である。
市場のイドラ（Idols of the Market、伝聞によるイドラ）
ベーコンが「人類相互の接触と交際」から生ずるイドラとしたもので、言葉が思考に及ぼす影響から生じる偏見のことである。社会生活や他者との交わりから生じ、言葉の不正確ないし不適当な規定や使用によって引き起こされる偏見を指し、噂などはこれに含まれる。
劇場のイドラ（Idols of the Theatre、権威によるイドラ）
ベーコンが「哲学のさまざまな学説から、そしてまた証明のまちがった法則から人びとの心にはいってきた」イドラとしたもので、思想家たちの思想や学説によって生じた誤り、ないし、権威や伝統を無批判に信じることから生じる偏見のことである。思想家たちの舞台の上のドラマに眩惑され、事実を見誤ってしまうこと。中世において圧倒的な権威であったカトリック教会が唱えてきた天動説的な宇宙観は、ニコラウス・コペルニクス（ポーランド）やヨハネス・ケプラー（ドイツ）、ガリレオ・ガリレイ（イタリア）などによる天文学上の諸発見によって覆されたのである。
ベーコンは、人間の知性は、これらのイドラによって人は一旦こうだと思いこむと、すべてのことを、それに合致するようにつくりあげてしまう性向をもつと考えた。こうした思いこみは、たとえその考えに反する事例が多くあらわれても、それらを無視ないし軽視しがちである。したがって、ベーコンは、この4つのイドラを取り除いて初めて、人は真理にたどり着け、本来の姿を取り戻すことができると説いた。ベーコンは、一面では、帰納法や人間の認識には限界があることを示したのであった。そして、これらのイドラにまどわされることなく、観察や経験によって得られる個々の事例を集めて選択・整理して、そこから一般的な法則を発見していくべきことを説き、経験論と合理論を統合することによって、科学は自然を支配することができるとしたのである。
彼が提唱した新しい学問は、「人間の生活を新しい発見と資材によって豊かにすること」を目的とした。また、その実現は個人的な才能によって担われるのではなく、人類の共同作業によって営まれるべきと考え、国家による科学研究の支援、研究所や図書館など研究に必要な施設や研究者養成のための機関の設立を説いた。ベーコンの主張は、17世紀の王立協会や、科学アカデミーの設立によって実現し、その一方で、18世紀のフランスではドゥニ・ディドロやジャン・ル・ロン・ダランベールの『百科全書』の編纂に大きな影響をあたえた。